# Zibrowius
Zibrowius is een geslacht van neteldieren uit de klasse van de Anthozoa (bloemdieren).

## Soort
- Zibrowius ammophilus Sinniger, Ocaña & Baco, 2013